# Закон о реформе законодательства об абортах (2019, Новый Южный Уэльс)
Закон о реформе законодательства об абортах 2019 года, внесённый в Парламент Нового Южного Уэльса в качестве законопроекта о реформе репродуктивного здравоохранения 2019 года, представляет собой закон об исключении абортов из закона о преступлениях 1900 года, допускает аборты на сроках до 22 недель и разрешает аборты после 22 недель, при согласии двух врачей. Закон был одобрен 2 октября 2019 года и вступил в силу немедленно. С началом действия этого закона Новый Южный Уэльс стал последним штатом или территорией Австралии, который декриминализовал аборты.

## Законодательные особенности
Закон о реформе законодательства об абортах 2019 года позволяет практикующему врачу сделать аборт лицу, находящемуся на сроке беременности не превышающем 22 недели и может дать информированное согласие. Если лицо не имеет возможности дать информированное согласие на прерывание беременности, то медицинский работник может получить разрешение от лица, законно уполномоченного дать согласие от его имени. Аборты после 22 недель беременности могут быть выполнены, если специалист — практикующий врач проконсультировался с другим специалистом (практикующим врачом). Практикующие врачи также обязаны оценить, будет ли пациент нуждаться в консультации.
Закон также требует от практикующих врачей, отказывающихся от совершения абортов по соображениям совести, информировать пациента о своём отказе по убеждениям и предоставлять ему информацию о доступе к другим практикующим врачам и передаче пациента другому практикующему врачу или медицинской службе, желающей произвести аборт. Закон также требует от практикующих врачей предоставлять надлежащую медицинскую помощь и лечение лицу, родившемуся в результате прерывания беременности.
Закон исключает аборт из раздела 4 (1) Закона о преступлениях 1900 года. Закон объявляет преступлением аборт, совершённый неквалифицированным лицом или помощь в прерывании беременности; это наказывается лишением свободы на срок до семи лет. В соответствии с Законом также считается нелегальным принуждение кого-либо делать аборт, в том числе с целью выбора пола. Кроме того, также недопустимо принуждение лица, которое не проводит аборт.

## История

### Законодательный переход
Закон о реформе законодательства об абортах 2019 года был впервые внесён как Законопроект о реформе репродуктивного здравоохранения в нижнюю палату парламента Нового Южного Уэльса, Законодательное собрание Нового Южного Уэльса, независимым членом парламента Алексом Гринвичем 1 августа 2019 года. У частного законопроекта было пятнадцать спонсоров, включая министра здравоохранения и медицинских исследований Нового Южного Уэльса Брэда Хаззарда. Депутатам было предоставлено право голоса по законопроекту. Законопроект прошёл третье чтение с поправками 8 августа 2019 года; с 59 голосами за и 31 против. Законопроект вызвал бурные демонстрации и контрдемонстрации как сторонников репродуктивного выбора, так и групп за жизнь.
Лидер верхней палаты лейбористов штата Новый Южный Уэльс Пенни Шарп 20 августа 2019 года направила в верхнюю палату парламента, Законодательный совет Нового Южного Уэльса, законопроект о реформе репродуктивного здравоохранения. Законопроект прошёл третье чтение с поправками 25 сентября 2019 года. Законопроект с поправками был затем возвращён Законодательному собранию в качестве Законопроекта о реформе законодательства об абортах 26 сентября 2019 года. Законодательное собрание приняло поправки в тот же день. Эти поправки включали требование о прерывании беременности после 22 недель в государственных больницах; попытки насильственного принуждения к аборту или предотвращение аборта уголовно наказуемы, наказываются лишением свободы на два года; требование к практикующему врачу оказывать медицинскую помощь и лечение ребенку, рождённому в результате аборта; и запрет абортов по выбору пола. Законопроект получил королевское согласие 2 октября 2019 года и стал законом.